# Glaucina eupetheciaria
Glaucina eupetheciaria är en fjärilsart som beskrevs av Augustus Radcliffe Grote 1883. Glaucina eupetheciaria ingår i släktet Glaucina och familjen mätare. Inga underarter finns listade i Catalogue of Life.